# Natzwiller
Natzwiller é uma comuna francesa na região administrativa de Grande Leste, no departamento Baixo Reno. Estende-se por uma área de 7,29 km². Em 2010 a comuna tinha 545 habitantes (densidade: 74,8 hab./km²).